# Renaud Muselier
Renaud Muselier (ur. 6 maja 1959 w Marsylii) – francuski polityk i lekarz, długoletni deputowany, zastępca mera Marsylii, wiceminister spraw zagranicznych, poseł do Parlamentu Europejskiego VIII kadencji, prezydent regionu PACA.

## Życiorys
Jest wnukiem admirała Émile'a Museliera i krewnym Geraldine Apponyi, żony ostatniego króla Albanii. Z wykształcenia lekarz medycyny, został dyrektorem prywatnego szpitala.
Zaangażował się w działalność gaullistowskiego Zgromadzenia na rzecz Republiki. W 2002 wraz z tym ugrupowaniem przystąpił do Unii na rzecz Ruchu Ludowego. Obejmował szereg funkcji w administracji lokalnej i regionalnej. Był radnym departamentu Delta Rodanu (1992–1995), regionu Prowansja-Alpy-Lazurowe Wybrzeże (2004–2007), a także radnym i pierwszym zastępcą mera Marsylii (od 1995 do 2008).
W 1993 po raz pierwszy uzyskał mandat posła do Zgromadzenia Narodowego. Utrzymywał go w wyborach w 1997, 2002 i 2007 (nie uzyskał reelekcji w 2012). W latach 2002–2005 w rządzie Jeana-Pierre'a Raffarina pełnił funkcję sekretarza stanu w Ministerstwie Spraw Zagranicznych. W 2014 z ramienia UMP został wybrany na eurodeputowanego VIII kadencji. W 2015 objął także funkcje wiceprzewodniczącego rady regionu Prowansja-Alpy-Lazurowe Wybrzeże. 15 maja 2017, po rezygnacji Christiana Estrosiego, został tymczasowym prezydentem regionu. Dwa tygodnie później oficjalnie wybrano go na to stanowisko. W wyborach regionalnych w 2021 został wybrany na kolejną kadencję. Zrezygnował później z członkostwa w Republikanach, a w 2022 dołączył do prezydenckiej partii Renaissance.